# Westerly (Rhode Island)
Westerly  est une ville américaine (town) située au sud-ouest du comté de Washington, dans l'État de Rhode Island. Fondée en 1669 par John Babcock, Westerly est une station balnéaire limitrophe du Connecticut. Elle était fameuse pour ses carrières de granit.
D'après le recensement de 2010, elle compte 22 787 habitants.

## Géographie
| North Stonington |                  | Hopkinton   |
| Stonington       | Westerly         | Charlestown |
|                  | Océan Atlantique |             |

## Villages
Westerly est composée de plusieurs villages plus petits :
- Downtown Westerly (en), qui est la ville-centre ;
- Avondale ;
- Bradford (en) ;
- Dunn's Corners ;
- Mastuxet ;
- Misquamicut (en) ;
- Potter Hill ;
- Shelter Harbor ;
- Watch Hill (en) ;
- Weekapaug (en) ;
- White Rock ;
- Winnapaug.

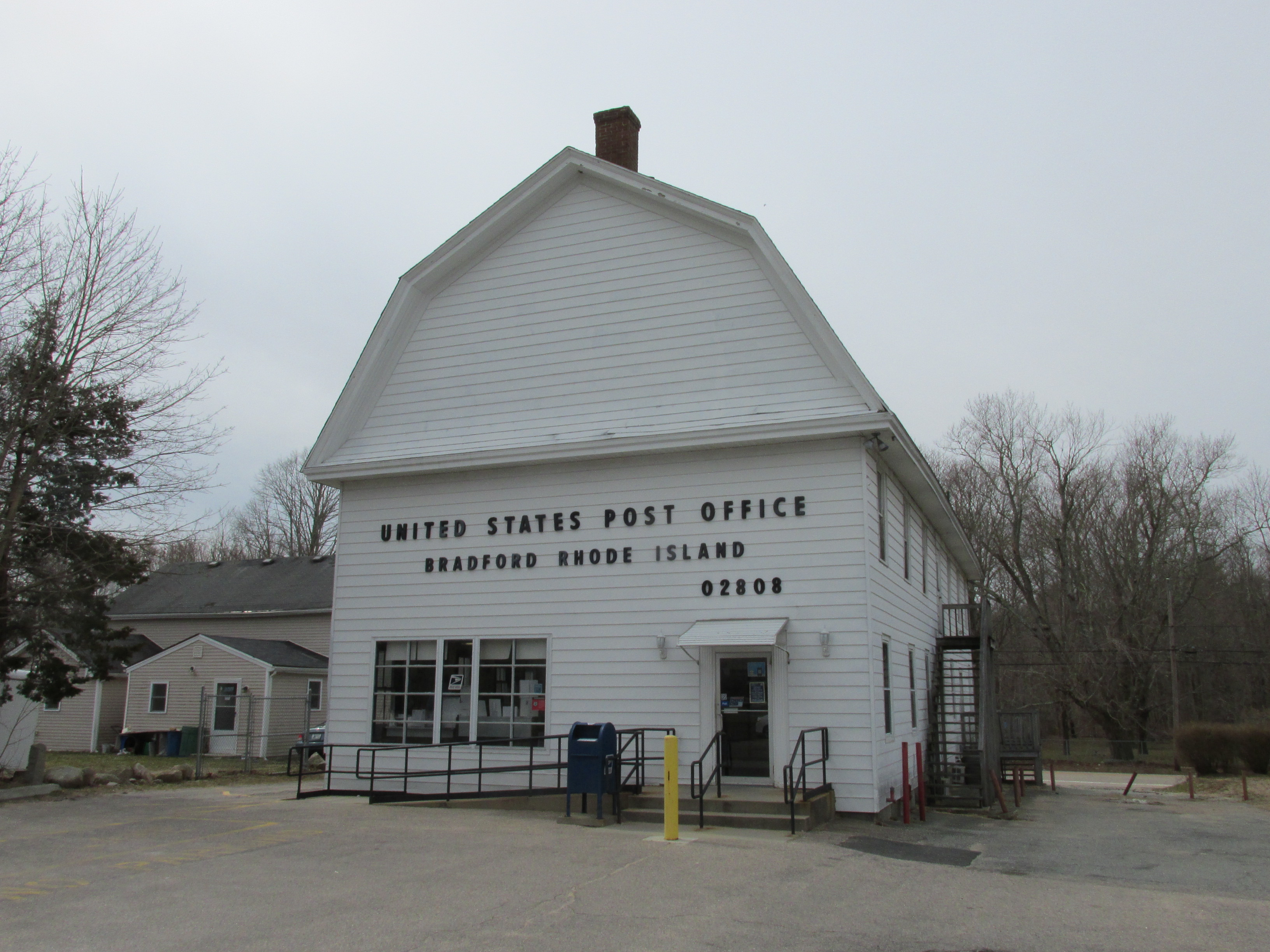
La poste de Bradford
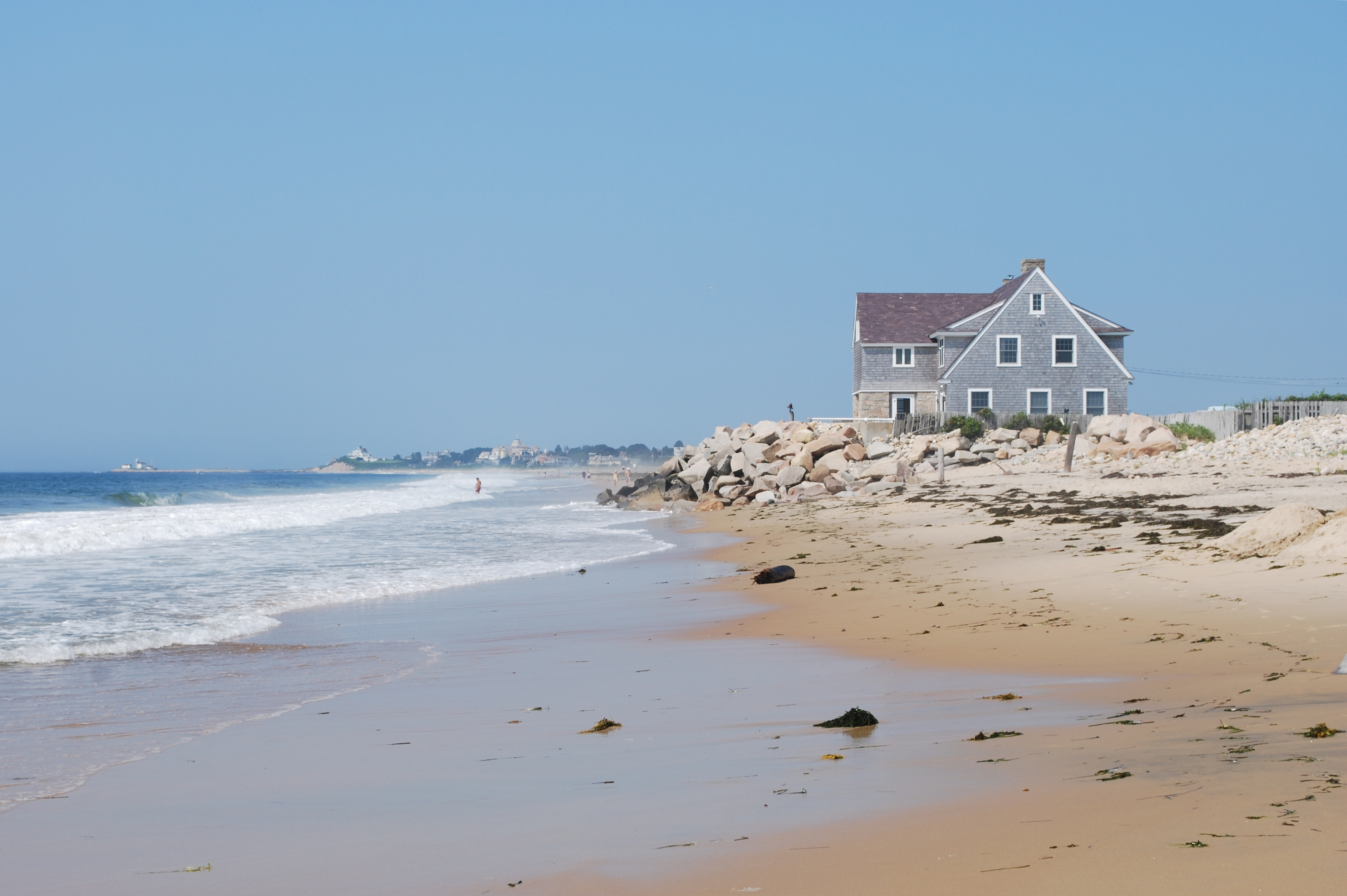
La plage de Misquamicut
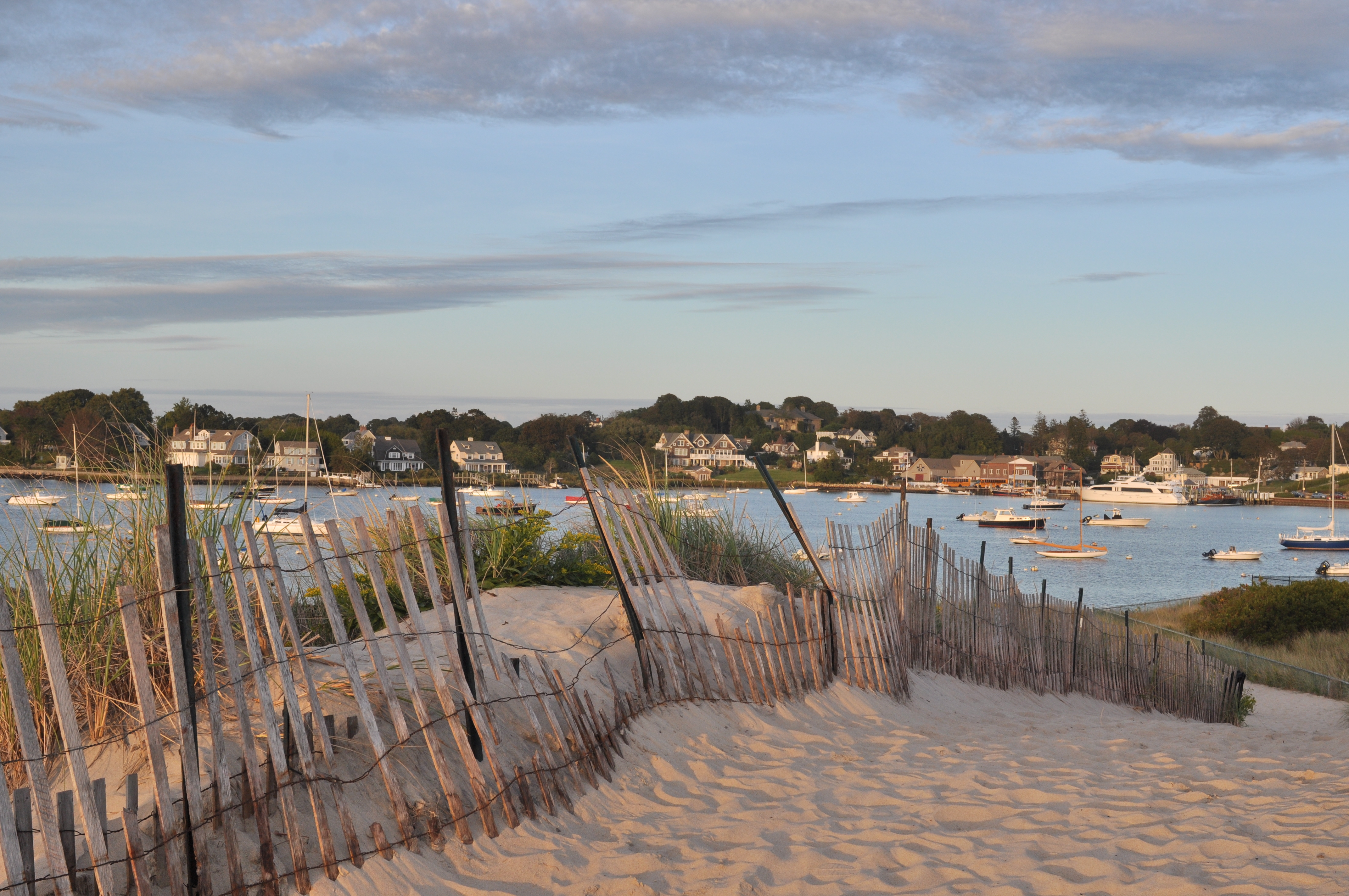
La crique de Watch Hill
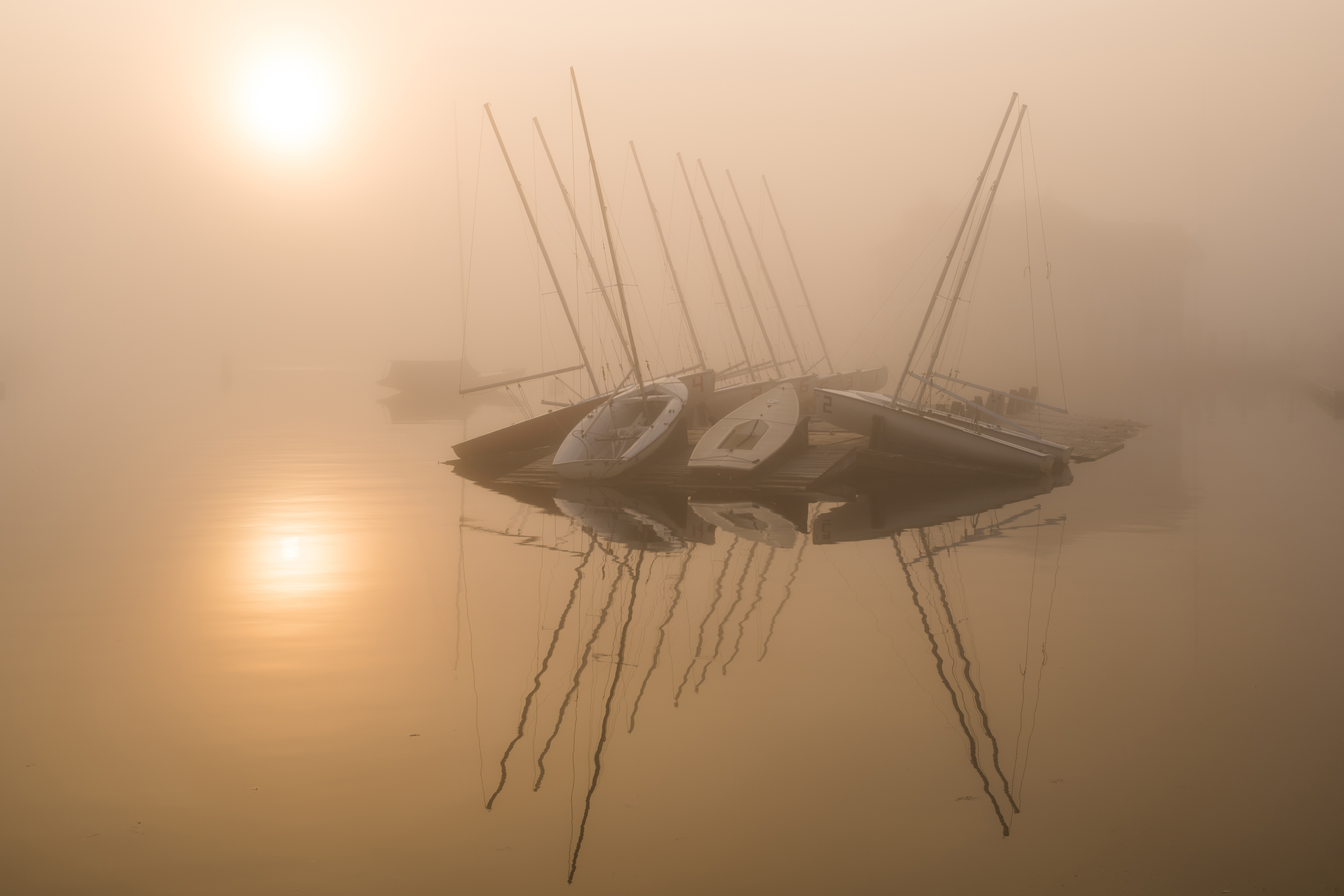
Bateaux se reposant dans la crique de Watch Hill

## Personnalité liée à la ville
- L'homme politique James Monroe Pendleton est mort à Westerly en 1889. Il est enterré au River Bend Cemetery.
- Benjamin Pendleton (1787-1857), navigateur,né à Westerly.